# Merle Greene Robertson
Merle Greene Robertson   (Miles City, 30 d'agost de 1913 - San Francisco, 22 d'abril de 2011) va ser una historiadora, arqueòloga, gravadora, i maianista nord-americana, coneguda pels seus treballs de calca de la iconografia precolombina maia mesoamericana.

## Biografia
Robertson va néixer el 1913 al petit poble anomenat Miles City, en l'estat de Montana. Sent nena es va traslladar amb la seva família a Great Falls. Va completar la seva educació formal a Seattle, estat de Washington. Va obtenir, més tard, un mestratge en Art (Fine Arts) a la Universitat de Califòrnia.
Contribució a l'estudi dels maies
El seu entrenament bàsic original va ser com a artista, gravadora (calca) i pintora. Robertson va ser pionera en la utilització de la tècnica de fer gravats (calques) de les inscripcions de les escultures maies. Ha realitzat al llarg de dècades de treball alguns milers d'aquests gravats. En molts casos aquests enregistraments han preservat les característiques iconogràfiques dels treballs originals que s'han deteriorat pel medi ambient i algunes, inclusivament, han desaparegut per obra de saquejadors. Robertson va participar també en el disseny i organització de la ja molt coneguda Taula Rodona de la zona arqueològica de Palenque que al llarg del temps ha donat resultats importants per al coneixement i la recerca de la cultura maia, així com el desxiframent de la seva escriptura.
Va visitar i va treballar en el jaciment arqueològic de Tikal, així com en diversos llocs de El Petén guatemalenc, particularment en la conca del riu de la Passió.

## Obra
Alguns dels llibres en els quals han aparegut les calques de Merle Greene són:
- 1967, Ancient Maya Relief Sculpture, amb Sir Eric Thompson, The Museum of Primitive.
- 1972, Maya Sculpture of the Southern Lowlands, the Highlands, and the Pacific Piedmont.
- 1983, The Sculpture of Palenque, Vol. I, The Temple of the Inscriptions, Princeton University.
- 1985, The Sculpture of Palenque, Vol. II, The Early Buildings of the Palace, Princeton.
- 1985, The Sculpture of Palenque, Vol. III, The Late Buildings of the Palace, Princeton.
- 1991, The Sculpture of Palenque, Vol IV, The Cross Group, the North Group, and the Olvidado.